# Gorgone basigera
Gorgone basigera är en fjärilsart som beskrevs av Walker 1865. Gorgone basigera ingår i släktet Gorgone och familjen nattflyn. Inga underarter finns listade i Catalogue of Life.